# Pierre et Guillaume Le Rouge
Pour les articles homonymes, voir Le Rouge.
Ne doit pas être confondu avec Guillaume Le Rouge (musicien).

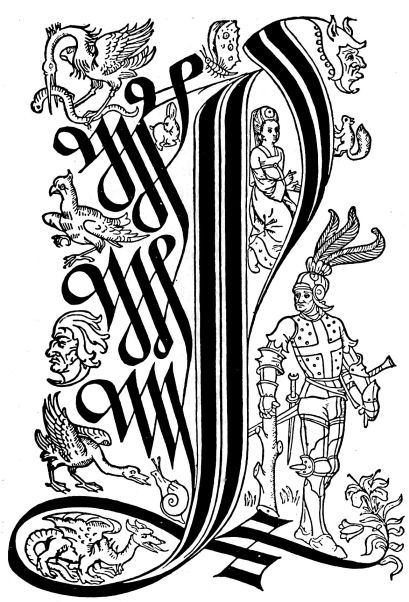
Initiale de Pierre Le Rouge dans La mer des hystoires (gravure sur bois, 1488).

Pierre et Guillaume Le Rouge sont des imprimeurs, enlumineurs et graveurs français de la Renaissance originaires de la Bourgogne.
Fils de Pierre, Guillaume prend sa succession à la mort de ce dernier.

## Biographie

### Imprimeur à Chablis puis à Troyes
Pierre Le Rouge est établi comme imprimeur, graveur et enlumineur à Chablis en 1478. Installé plus tard à Paris, il travaille pour les libraires Vincent Commin et Antoine Vérard en imprimant notamment "La Danse des morts" ou "Danse macabre" en 1485, puis le "Livre d'Heures à l'usage de Rome" en 1486. 
En 1488, Pierre Le Rouge est nommé Imprimeur du roi. Il reçoit la commande d'imprimer la "Mer des Hystoires", en trois tomes pour le libraire Vincent Commin. Ce grand in-folio sur vélin. Enluminé, il est le premier des livres imprimés entré dans la bibliothèque du roi Charles VIII de France. Pierre Le Rouge est ensuite chargé d'imprimer des "Chroniques de France", mais la mort l'emportera avant la fin de ce labeur.
En 1489, Guillaume Le Rouge vint passer quelque temps à Chablis dans la maison paternelle et il profita de ce séjour pour y éditer un ouvrage à son compte. 
Jusque-là, il avait travaillé chez son père et dans l'atelier de Guy Marchant à Paris. C'est sans doute sur les dessins de Pierre Le Rouge qu'il grava les planches à la fois à Chablis et à Troyes, notamment les "Postilles" (recueil de sermons) imprimées à Chablis en 1489.
En 1491, Guillaume Le Rouge va s'installer à Troyes en tant que libraire, graveur et imprimeur, au lieu et place de son oncle Jehan Le Rouge. Son premier labeur est une reprise de l'incunable de la "Danse des Morts" ou "Danse Macabre" que son père avait imprimé en 1485 dans son atelier parisien ; Mais l'imprimeur parisien Guy Marchant imprimant en ce moment, lui aussi, une nouvelle édition de la Danse des Morts avec les gravures fournies par Pierre Le Rouge, Guillaume ne put se servir de ces planches et fut forcé de graver à nouveau la série sur bois de la Danse des Hommes en 1491.
En 1492, Guillaume Le Rouge imprima à Troyes "Les Postilles et Expositions des Évangiles" traduction en français par Pierre Desrey du texte original en latin de Nicolas de Lyre.

### Imprimeur à Paris

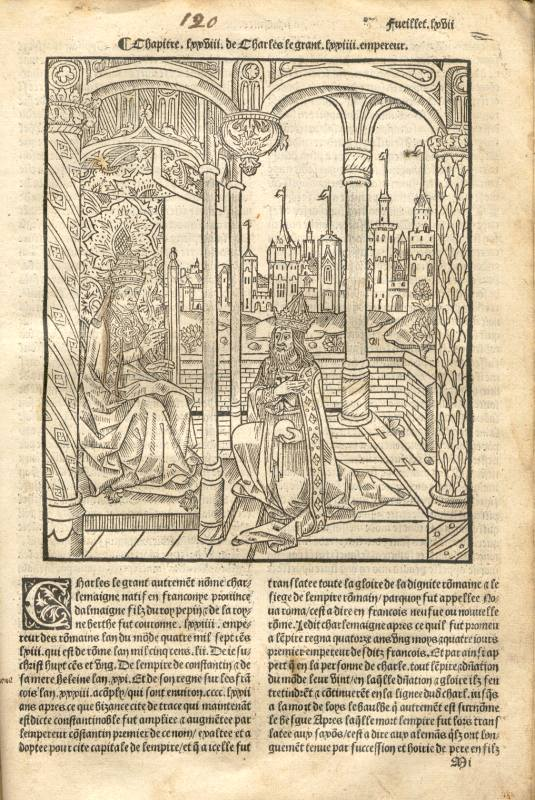
Iconographie représentant le pape Léon III et Charlemagne dans l'incunable "La Mer des Hystoires".

En 1493, à la suite du décès de son père, survenu dans son atelier parisien, Guillaume Le Rouge arrive aussitôt à Paris, pour recueillir sa succession et liquider ses affaires. C'est son cousin Nicolas Le Rouge, fils de Jehan Le Rouge (mort en 1491), qui reprend l'atelier d'imprimerie et librairie de Troyes.
Dès le 6 mai 1493, Guillaume Le Rouge imprime "Le traité de l'amour parfait" de Guingardus et de Sigismonde. La plaquette est ornée d'une planche qui appartient à l'atelier de Pierre Le Rouge devenu celui de Guillaume son fils. Ce dernier offrant cet ouvrage au roi de France. Cette planche est flanquée de deux bordures appartenant également à l'atelier de Pierre Le Rouge avec la patte pour la gravure de son fils Guillaume que l'on retrouve sur d'autres œuvres. Le 8 juin 1493 apparaît un ouvrage intitulé "Arbre des Batailles" d'Honoré Bonnet, ouvrage écrit entre 1382 et 1387 et qui avait déjà été imprimé en 1477 puis en 1481 à Lyon. Ce traité, composé sur ordre du roi Charles V de France, qui possédait une importante bibliothèque au palais du Louvre, pour l'instruction du Dauphin, aborde différents sujets sur l'art militaire, les duels, l'histoire générale de l'Église et du royaume. On y rencontre de nombreuses gravures, et notamment celle où Guillaume Le Rouge offrant son livre au Roi. Comme c'était l'usage à cette époque, l'imprimeur gravait un certain nombre de planches spéciales à son ouvrage. Au mois d'août 1493, Geoffroy de Marnef, libraire à Paris, fait imprimer des "Heures à l'usage de Troyes" à G. Le Rouge. La même année il imprime "L'Annonciation à la Vierge" réimprimé en 1502.  Le 20 juin 1495, il édite un premier livre d'heures, les "Heures de la Vierge à l'usage de Besançon", imprimées à Paris pour le libraire Vérard, puis quelques jours après, le 8 juillet 1495, c'est une nouvelle édition des "Heures à l'usage de Paris" qui sort des mêmes presses et sera rééditée en quatre éditions nouvelles de 1498 à 1509. Dans ces deux ouvrages on retrouve les planches gravées par Pierre Le Rouge pour les précédentes éditions et par Guillaume Le Rouge devenu possesseur de ces planches après le décès de son père. Cet ouvrage connaîtra huit rééditions entre 1500 et 1513 effectuées par Guillaume lui-même.
Il réimprime "Les Postilles et Expositions des Évangiles" qu'il avait édité en 1492 à Troyes.
En 1496, Nicolas Le Rouge (cousin de Guillaume) réunissait pour la première fois la Danse des Hommes et celle des Femmes, la série complète des planches dessinées par Pierre Le Rouge pour Guy Marchant et apportées à Troyes par Nicolas Le Rouge. La même année, Guillaume réimprime la troisième édition de "L'Art de bien vivre et de bien mourir" avec les planches de Pierre Le Rouge qui avaient déjà servi pour les éditions antérieures de 1492 et 1493. 
Rééditions de "La sortie du tombeau" à Paris en 1497 puis en 1504 d'après son propre original imprimé par lui-même à Troyes en 1492. 
En 1500, Guillaume Le Rouge imprime de nombreux ouvrages parmi lesquels des écrits et textes anciens de Suétone et Salluste, traduit en français.
En 1503, Guillaume Le Rouge édite pour le libraire Vérard en vue de commandes provenant de Londres, plusieurs éditions en langue anglaise "The traylle of good lyung and good Deyng", une traduction de "L'Art de bien vivre et de bien mourir" imprimée en 1492 par Pierre Le Rcuge pour Vérard et illustrée de nombreuses planches. Or ces planches réutilisées à nouveau en 1493 et 1496, ont servi également pour l'édition anglaise de 1503. Il publie également en anglais le Calendrier des bergers reprenant les gravures des Calendriers français. Puis une édition anglaise des Heures de la Vierge à l'usage du diocèse de Salisbury.
À partir de 1506, la gravure sur bois de Guillaume Le Rouge, comme ceux des autres graveurs parisiens, subissent l'influence de l'école allemande. À cette époque Albert Dürer avait fait un voyage en Italie et séjourné à Venise. Les rapports fréquents de la péninsule italienne avec la France, depuis les campagnes de Charles VIII de France et de Louis XII de France, expliquent les courants d'influence italienne.
En 1510, il imprime "Eloge de François I" par Pierre de Pont. En 1512, édition de "La Mort et le soldat", incluant de nombreuses gravures et des lettrages et phylactères en caractères romains et gothiques. 
Guillaume Le Rouge imprima jusqu'en 1517. Son cousin, Nicolas Le Rouge continua l'œuvre familiale, pour laquelle il édita de nombreux documents administratifs pour la ville de Troyes ainsi que de nombreux missels dont le dernier édité par lui-même en 1550.

## Œuvres

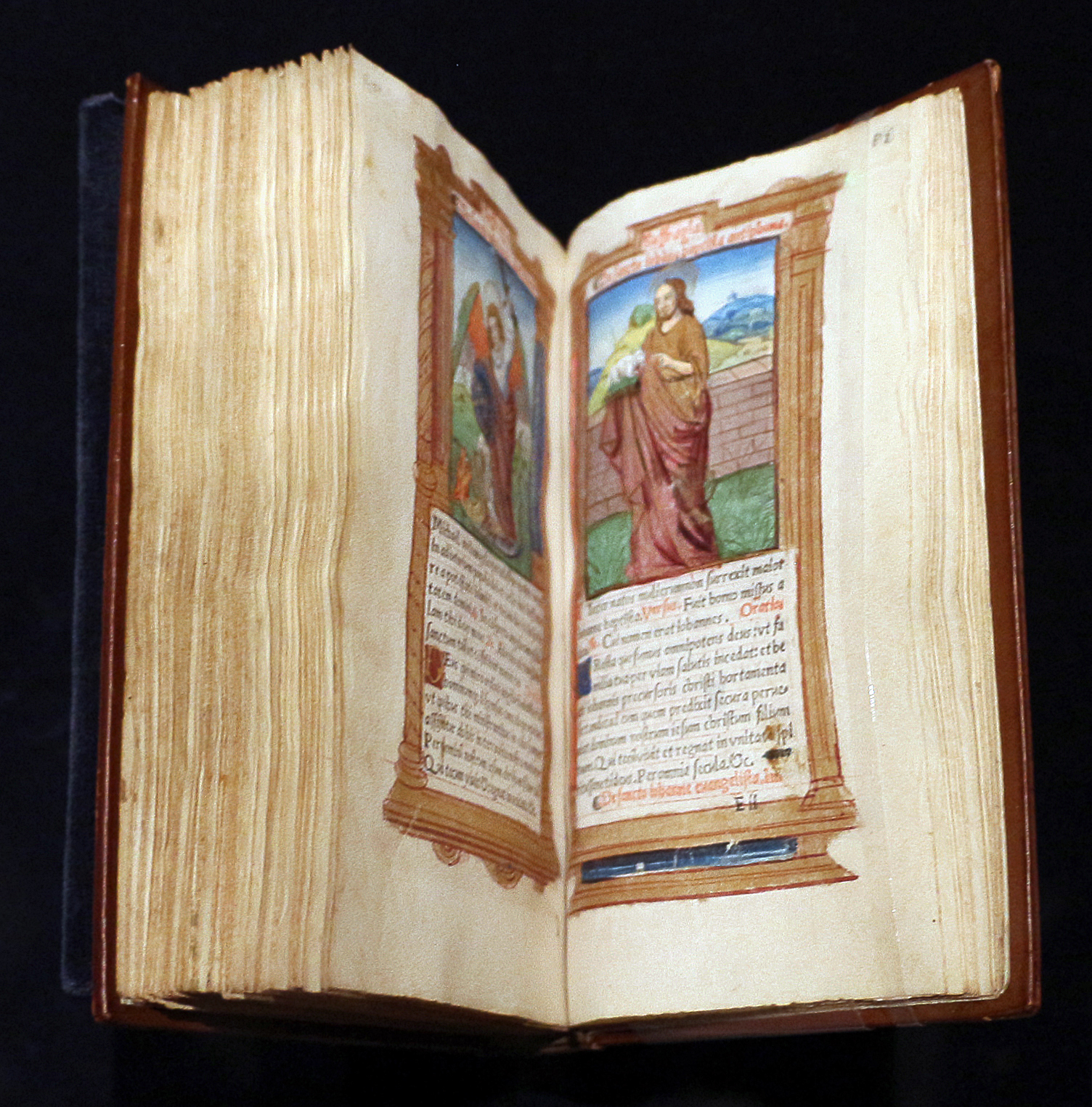
Livre d'heures (Usage de Rome) de Guillaume Le Rouge (Paris, 1510).

- La Danse des morts ou Danse macabre en 1485 par Pierre Le Rouge puis réimprimé en 1491 par son fils Guillaume Le Rouge.
- Les noces de Cana, gravures sur bois employées pour l'ouvrage imprimé à Chablis en 1489 par Guillaume Le Rouge et indiquant dans la préface Nicolas Ludot comme papetier et Guillaume Le Rouge comme imprimeur et Pierre Desrey traducteur de cet ouvrage. Réédité par G. Le Rouge en 1492 à Troyes.
- La parabole de la vigne de Paul Emylion, orateur et chroniqueur, imprimé et réimprimé par G. Le Rouge à Chablis en 1489, puis à Troyes en 1492.
- La pacience de Griselidis, marquise de Saluces; imprimé à Troyes par Guillaume Le Rouge en 1491.
- Les postilles [et] expositions des epistres et euuangilles domi[n]icales auecques celles des festes solle[n]nel les enssemble aussy celles des cinq festes de la glorieuse et tressacree Vierge Marie et aussi la passio[n] de nostre saulueur et redempteur Jesucrist; imprimé à Troyes par Guillaume Le Rouge en 1492
- Postillae super Epistolis et Evangeliis dominicalibus ac festivitatibus de sanctis; imprimé à Troyes par Guillaume Le Rouge en 1492
- Histoire de Clamades et de la belle Clermonde; imprimé à Troyes par Guillaume Le Rouge entre 1492 et 1496

## La Danse macabre ou Danse des morts

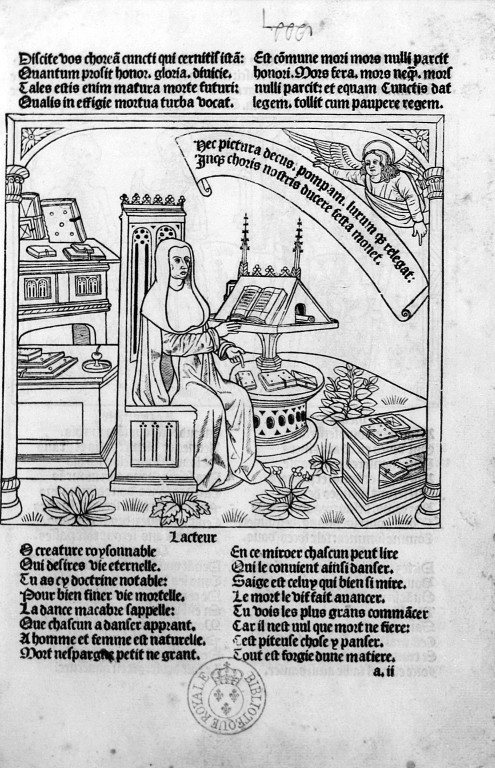
L'auteur Guy Marchant travaillant sur son ouvrage, gravure de Pierre Le Rouge
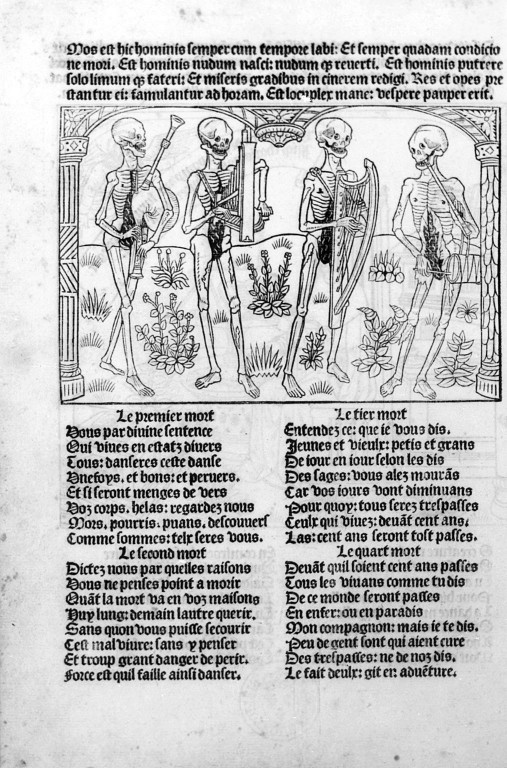
Squelettes musiciens de la danse macabre
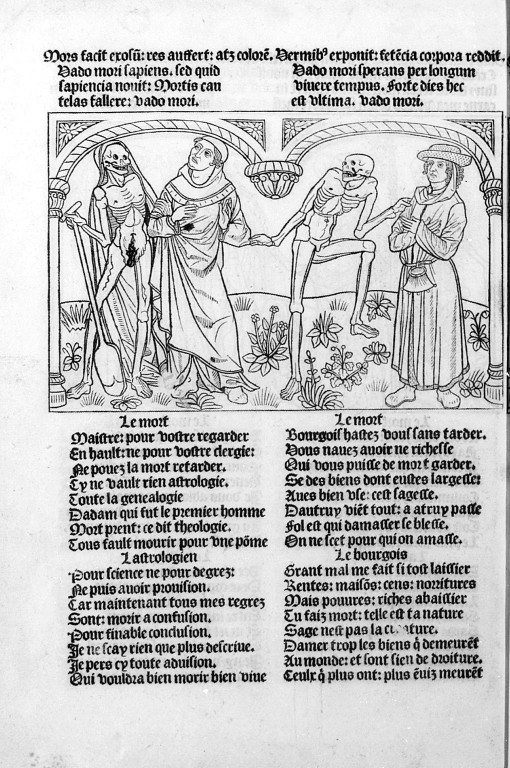
Astrologue et bourgeois dansant avec la mort
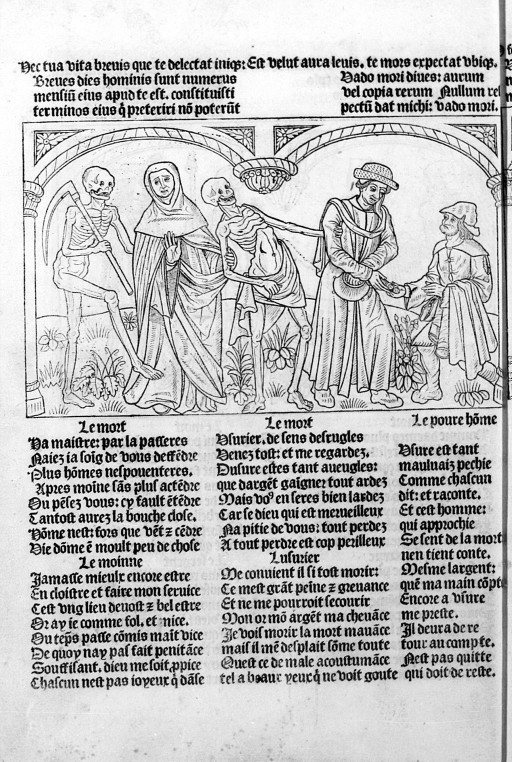
Moine, usurier et pauvre
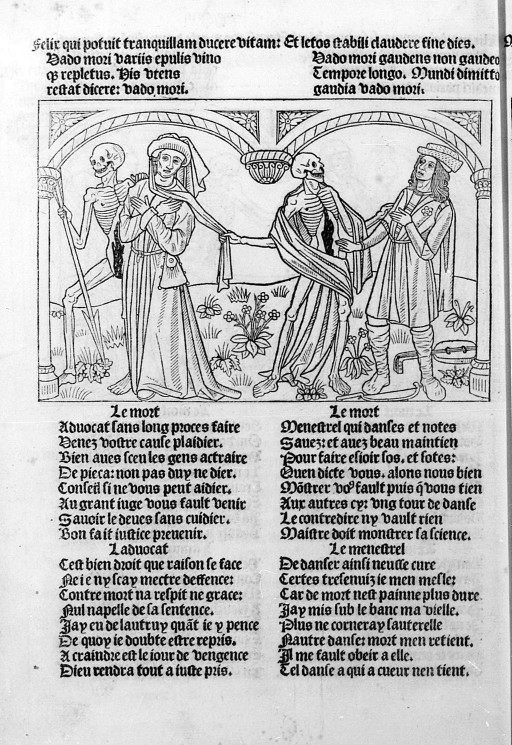
Juge et ménestrel
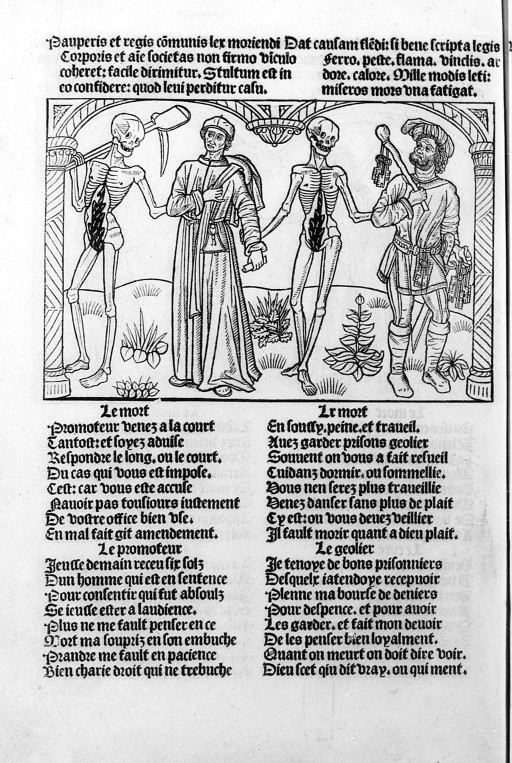
Procureur et geolier